# Años 410
Los años 410 o década del 410 empezó el 1 de enero del 410 y terminó el 31 de diciembre del 419.

## Acontecimientos
- 410-415: Ataúlfo, rey de los visigodos. Pasan a la Galia.[1]
- 414-416: La monja hispana Egeria, que había peregrinado por los santos lugares en los años 380, relata el viaje en su Itinerario.[2]
- 415-418: Walia, rey de los visigodos.
- H. 415-417: el teólogo e historiador hispanorromano Paulo Orosio escribe, en África sus Historiae adversus paganos, Commonitorium y Apologeticus.[3]
- San Zósimo sucede a San Inocencio I como papa en el año 417
- San Bonifacio I sucede a San Zósimo como papa en el año 418
- Teodorico I o Teodoredo, sucede a Walia como rey de los visigodos. Regirá hasta su muerte, en el año 451.